# Periparus
Periparus es un género de aves paseriformes perteneciente a la familia Paridae.

## Especies
En la actualidad se reconoce las siguientes tres especies:
- Periparus rufonuchalis (Blyth, 1849) - carbonero nuquirrufo;
- Periparus rubidiventris (Blyth, 1847) - carbonero culirrufo;
- Periparus ater (Linnaeus, 1758) - carbonero garrapinos.

Anteriormente se reconocían 4 especies más:
- Periparus venustulus (Swinhoe, 1870) - carbonero ventrigualdo.
- Periparus amabilis (Sharpe, 1877) - carbonero de Palawan;
- Periparus elegans (Lesson, 1831) - carbonero elegante;
- Periparus melanolophus (Vigors, 1831) - carbonero crestinegro;

Las tres primeras se separaron en el género Pardaliparus y la cuarta ahora se considera conespecífica de P. ater.